# Stylidium soboliferum
Stylidium soboliferum är en tvåhjärtbladig växtart som beskrevs av Ferdinand von Mueller. Stylidium soboliferum ingår i släktet Stylidium och familjen Stylidiaceae. Inga underarter finns listade i Catalogue of Life.